# Penicillium griseoroseum
Penicillium griseoroseum är en svampart som beskrevs av Dierckx 1901. Penicillium griseoroseum ingår i släktet Penicillium och familjen Trichocomaceae.   Inga underarter finns listade i Catalogue of Life.